# 델 파머

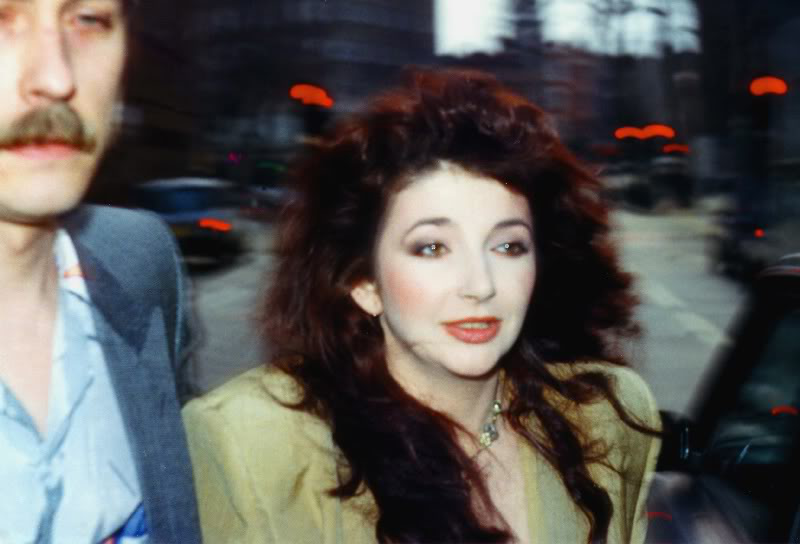
케이트 부시(오른쪽)의 옆에 있는 델 파머(왼쪽)의 모습

데릭 피터 "델" 파머(영어: Derek Peter "Del" Palmer, 1952년 11월 3일~2024년 1월 5일)는 잉글랜드의 가수, 송라이터, 베이스 연주자이자 사운드 엔지니어로 케이트 부시와의 작업 및 1970년대 말부터 1990년대 초까지 이어졌던 긴 연애로 유명하다. 2007년에는 첫 솔로 음반 《Leap of Faith》를 발매했으며, 2010년과 2015년에는 각각 두 번째와 세 번째 음반 《Gift》와 《Point of Safe Return》을 발매했다. 2024년 1월 5일 사망하였다.

## 생애
런던 남동쪽에 위치한 그리니치에서 태어난 델 파머는 1967년 친구 브라이언 베스의 밴드 캅웹스 앤드 스트레인지(영어: Cobwebs and Strange)에 들어가 베이스를 연주하기 시작했다. 1969년 파머와 베스트는 드럼에 빅터 킹을 영입해 새로운 밴드 테임을 만들었다. 밴드는 1970년까지 이어졌다. 1972년 파머와 베스는 기타에 베리 셜록, 드럼에 리오넬 아줄레이를 영입해 컴퍼니라는 새로운 밴드를 결성하였다. 이듬해에는 큐브 레코드와 계약을 하기도 했으나 아줄레이는 사고를 당해 부상을 입었다. 그래서 찰리 모건이 드럼 자리를 대체하였으며, 밴드의 이름 또한 콩커스로 바꾸었다. 큐브 레코드에서 싱글 몇 장이 발매되었다.
1977년, KT 부시 밴드는 부시, 파머, 베스, 빅 킹으로 이루어져 펍에서 공연을 하기 시작했다. 세트 리스트에는 부시의 첫 번째 음반에 수록될 곡들이 있었다. 1978년 두 번째 앨범 《Lionheart》부터 파머는 존 기블린과 함께 부시의 주요 스튜디오 베이시스트 중 한 명으로 자리잡았고, 1979년 투어에도 참여했다.
파머는 부시의 《Hounds of Love》, 《The Sensual World》, 《The Red Shoes》, 《Aerial》에 엔지니어로 참여하였다.

## 디스코그래피
- Leap of Faith (2007)
- Gift (2010)
- Point of Safe Return (2015)